# 808s & Heartbreak
808s & Heartbreak es el cuarto álbum de estudio del artista de hiphop estadounidense Kanye West. Este fue lanzado el 24 de noviembre de 2008 en los Estados Unidos por el sello Roc-A-Fella Records.
808s & Heartbreak fue el resultado de varios acontecimientos que, en el último año, impactaron la vida de Kanye West. Tras éstos, el artista construyó a través del álbum un nuevo inicio en términos líricos, vocales y de producción en su carrera musical, distanciándose del producto de sus tres primeros álbumes de estudio.
Aunque la reacción inicial por parte de los críticos frente al cambio de estilo de Kanye West fue mixta, 808s & Heartbreak tuvo, en términos generales, un buen recibimiento por parte de los críticos y fue acogido como un éxito comercial en los Estados Unidos, donde debutó en la posición número uno del Billboard 200 y registró ventas que rápidamente fueron certificadas de Platino por la RIAA.
De acuerdo a la IFPI, en menos de dos meses 808s & Heartbreak se convirtió en el trigésimo primer álbum más vendido alrededor del mundo en el año 2008. Según un reporte de junio de 2013 de Nielsen SoundScan, 808s & Heartbreak vendió 1,7 millones de copias en los Estados Unidos.

## Listado de canciones
| N.º | Título                                                         | Duración |  |
| 1.  | «Say You Will»                                                 | 06:18    |  |
| 2.  | «Welcome to Heartbreak» (con Kid Cudi)                         | 04:23    |  |
| 3.  | «Heartless»                                                    | 03:31    |  |
| 4.  | «Amazing» (con Young Jeezy)                                    | 03:58    |  |
| 5.  | «Love Lockdown»                                                | 04:30    |  |
| 6.  | «Paranoid» (con Mr Hudson)                                     | 04:38    |  |
| 7.  | «RoboCop»                                                      | 04:34    |  |
| 8.  | «Street Lights»                                                | 03:10    |  |
| 9.  | «Bad News»                                                     | 03:59    |  |
| 10. | «See You in My Nightmares» (con Lil Wayne)                     | 04:18    |  |
| 11. | «Coldest Winter»                                               | 02:46    |  |
| 12. | «Pinocchio Story» (Pista oculta/Freestyle en vivo en Singapur) | 06:02    |  |

## Recepción

### Comercial

#### América
Estados Unidos
De acuerdo a Nielsen SoundScan, 808s & Heartbreak vendió 450.000 copias en su primera semana  en los Estados Unidos, las cuales le hicieron debutar la semana del 13 de diciembre de 2008 directamente en la posición número uno del Billboard 200. Pese a su debut elevado, 808s & Heartbreak registró, en términos de ventas, el segundo debut de menor éxito comercial de un álbum de estudio de Kanye West, después de su álbum debut The college dropout, el cual, en el año 2004, debutó con ventas de 441.000 copias.

## Listas musicales de álbumes
| País/Continente | Lista musical  | Primera semana | Posición de ingreso | Mejor posición | Semanas en la mejor posición | Semanas en la lista musical | Última semana |
| --------------- | -------------- | -------------- | ------------------- | -------------- | ---------------------------- | --------------------------- | ------------- |
| América         |                |                |                     |                |                              |                             |               |
| Canadá          | Top 30 Albums  | 13-12-2008     | 4                   | 4              | 1                            | 11                          | 21-02-2009    |
| Estados Unidos  | Billboard 200  | 13-12-2008     | 1                   | 1              | 1                            | 39                          | 05-09-2009    |
| Europa          |                |                |                     |                |                              |                             |               |
| Alemania        | Top 50 Albums  | 06-12-2008     | 30                  | 30             | 1                            | 1                           | 06-12-2008    |
| Austria         | Top 75 Albums  | 05-12-2008     | 50                  | 50             | 1                            | 2                           | 12-12-2008    |
| Bélgica         | Top 100 Albums | 29-11-2008     | 71                  | 21             | 1                            | 23                          | 02-05-2009    |
| Europa          | Top 100 Albums | 13-12-2008     | 23                  | 23             | 1                            | 11                          | 21-02-2009    |
| Francia         | Top 200 Albums | 29-11-2008     | 52                  | 52             | 1                            | 14                          | 07-03-2009    |
| Irlanda         | Top 75 Albums  | 27-11-2008     | 11                  | 11             | 1                            | 22                          | 13-08-2009    |
| Noruega         | Top 40 Albums  | 02-12-2008     | 19                  | 19             | 1                            | 1                           | 02-12-2008    |
| Países Bajos    | Top 100 Albums | 29-11-2008     | 42                  | 42             | 1                            | 11                          | 14-02-2009    |
| Reino Unido     | Top 75 Albums  | 30-11-2008     | 11                  | 11             | 1                            | 24                          | 31-05-2009    |
| Suiza           | Top 100 Albums | 07-12-2008     | 13                  | 13             | 1                            | 14                          | 15-03-2009    |
| Oceanía         |                |                |                     |                |                              |                             |               |
| Australia       | Top 50 Albums  | 07-12-2008     | 12                  | 12             | 1                            | 15                          | 15-03-2009    |
| Nueva Zelanda   | Top 40 Albums  | 01-12-2008     | 15                  | 15             | 1                            | 11                          | 09-02-2009    |

| Predecesor: I Am... Sasha Fierce de Beyoncé | Billboard 200 — Álbum N° 1 13 de diciembre de 2008 — 19 de diciembre de 2008 | Sucesor: Circus de Britney Spears |

## Certificaciones
| País           | Proveedor | Año  | Certificación básica | Cantidad de veces brindada | Simbolización | Ventas certificadas |
| América        |           |      |                      |                            |               |                     |
| Estados Unidos | RIAA      | 2009 | Platino              | 1                          | ▲             | 1.000.000           |
| Europa         |           |      |                      |                            |               |                     |
| Irlanda        | IRMA      | 2008 | Platino              | 1                          | ▲             | 15.000              |
| Reino Unido    | BPI       | 2008 | Oro                  | 1                          | ●             | 200.000             |
| Oceanía        |           |      |                      |                            |               |                     |
| Australia      | ARIA      | 2008 | Oro                  | 1                          | ●             | 35.000              |